# ドーパクロム
ドーパクロム（英語: Dopachrome）は、 ドーパからL-ドーパキノンを経た環状生成物であり、メラニンの生合成の中間体である。